# Dekanat Olesno
Dekanat Olesno – jeden z 36 dekanatów w rzymskokatolickiej diecezji opolskiej.
W skład dekanatu wchodzi 10 parafii:
- parafia św. Franciszka z Asyżu → Borki Wielkie,
- parafia Najświętszego Serca Pana Jezusa → Chudoba,
- parafia Trójcy Świętej → Ciasna,
- parafia Nawiedzenia Najświętszej Maryi Panny → Łomnica,
- parafia Bożego Ciała → Olesno,
- parafia św. Piotra i Pawła Apostołów → Sieraków Śląski,
- parafia św. Marii Magdaleny → Stare Olesno,
- parafia św. Urbana → Wędzina,
- parafia św. Mikołaja i św. Małgorzaty → Wysoka,
- parafia Podwyższenia Krzyża Świętego → Zborowskie.

## Historia
Archiprezbiterat (odpowiednik dekanatu w dawnej diecezji wrocławskiej) w Oleśnie był jednym z dwunastu na jakie w średniowieczu dzielił się archidiakonat opolski diecezji wrocławskiej.